# Lippische Sehenswürdigkeiten
Lippische Sehenswürdigkeiten nannte sich eine vom Institut für Lippische Landeskunde ab 1973 herausgegebene Schriftenreihe, in der einzelne Natur- und Kulturdenkmäler des Kreises Lippe vorgestellt wurden. Sie wurde von F. L. Wagener in Lemgo verlegt. Bereits nach fünf Heften, die zum Teil in mehreren Auflagen erschienen, wurde die Reihe wieder eingestellt. Die 16- bis 34-seitigen Ausgaben waren mit zahlreichen Abbildungen in Schwarzweiß versehen.
Unter dem Titel Lippische Kulturlandschaften wurde im Jahre 2004 eine Schriftenreihe mit einer ähnlichen Zielsetzung aus der Taufe gehoben.

## Erschienene Hefte
- Heft 1: Klaus Harlan: Burg Sternberg. 1973, 3. Auflage 1984
- Heft 2: Johannes Mundhenk: Externsteine. 1974, 4. Auflage 1984 (erschien jeweils auch in einer englischen und in einer niederländischen Ausgabe)
- Heft 3: Georg Nockemann: Hermannsdenkmal. 1975, 2. Auflage 1984 (erschien jeweils auch in einer englischen, französischen und niederländischen Ausgabe)
- Heft 4: Joachim Huppelsberg: Lemgoer Kirchen. 1977
- Heft 5: Hubertus Brennig: Norderteich. 1977